# دیوید دل ریو
دیوید دل ریو (انگلیسی: David Del Rio؛ زادهٔ ۲۹ سپتامبر ۱۹۸۷) هنرپیشه اهل ایالات متحده آمریکا است.
از فیلم‌ها یا برنامه‌های تلویزیونی که وی در آن نقش داشته‌است می‌توان به آوازخوان حرفه‌ای، آزمایش بلکو اشاره کرد.